# Chan Chu

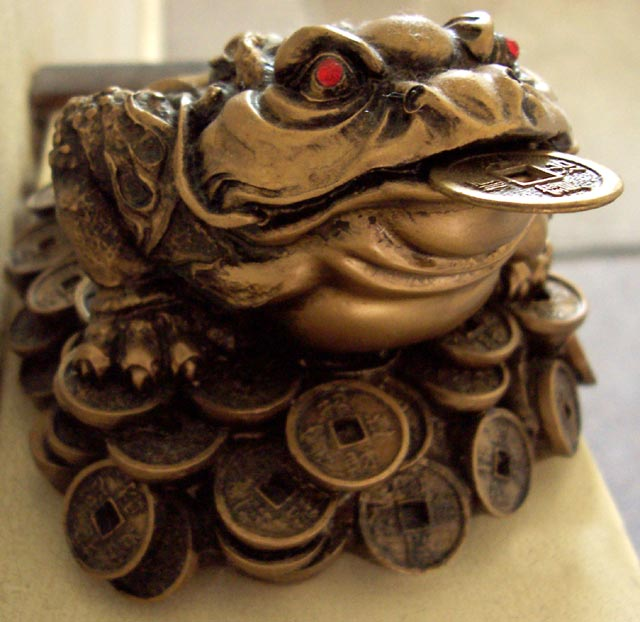
Figura de Chan Chu.

El Chan Chu (en chino: 蟾蜍; pinyin: chánchú) significa 'sapo o rana del dinero' o 'sapo o rana de tres patas' es una estatuilla que representa un sapo o rana (se cree que una rana toro) con tres patas y monedas chinas del I Ching (una de ellas en su boca), y, a veces, sobre monedas I Ching o lingotes de oro.

## Leyenda del Niño y la Rana
Una vez, un niño campesino estaba jugando en una charca cuando vio una rana y le arrojó una piedra. La rana se escondió bajo el agua. El niño, ya arrepentido, se dirigía todos los días a la charca para darle de comer, pero ésta nunca salía. El niño fue creciendo pero no por ello dejó de dejarle alimentos todos los días. Un día la volvió a ver y notó que tenía tres patas por el golpe que él le había ocasionado años atrás y le pidió perdón. El tiempo pasó y el campesino tuvo un hijo que se enfermó y no tenía dinero para comprar los caros medicamentos que le hacían falta. Un día, cuando el niño estaba agonizando, se escuchó a la rana croar. Ésta entró al lugar donde todos estaban junto al niño con una moneda de oro en la boca, con la que el campesino pudo comprar los medicamentos. La familia del niño, desde entonces, creó la Chan Chu en honor a la rana que los ayudó.

## Chan Chu como diosa china
Otra de las leyendas dice que la rana es la esposa de uno de los ocho inmortales, convertida en rana de tres patas como castigo de su avaricia: por eso mismo está siempre con una moneda en la boca. Chan Chu sale todas las noches a recolectar monedas, por lo cual se la puede ubicar cerca de la puerta, mirando hacia dentro o hacia fuera pero siempre en diagonal y nunca directamente enfrentada a la misma (porque en este último caso saldrá de la casa y ya nunca volverá). Deben colocarse en el suelo, dentro o fuera de la casa, pero no en muebles altos pues entonces no podrá saltar y salir de la vivienda para cumplir su misión. También pueden estar en la dirección Sheng Chi de cada uno o en forma más general, al Sudeste.

## En eltaoísmo
Otra leyenda dice que un monje taoísta poseía un sapo de tres patas y que para sacarlo del estanque le hacía una fila de monedas de oro y el sapo las recogía con la boca, poco después el monje se hizo rico.

## En elFeng Shui
Según este sistema de estética chino, la figurilla de la rana no debe ser ubicada cara a cara frente las puertas, ya que ésta se escapará y no regresará. Tampoco se debe poner en sitios altos, porque le sería imposible saltar para salir durante las noches. Por último, tampoco debe ser colocada delante de un espejo, pues la posición del sapo debe ser mirando hacia adentro.
- Si se le pone una moneda de cobre, cobre traerá.
- Si se coloca una moneda de plata, la plata no faltará.
- Si se le regala una moneda de oro, la fortuna sonreirá.

- Datos: Q2499582
- Multimedia: Chan Chu / Q2499582